# 嗓音医学
嗓音医学（英語：Phoniatrics）是研究和治疗与发音有关的器官，主要是口腔、喉咙（喉）、声带和肺。嗓音医学治疗的问题包括声带功能障碍、声带或喉癌、无法正确控制发音器官（言语障碍）和声带负荷问题。 
根据欧洲语音学家联盟的说法，嗓音医学是“处理语音、言语、语言、听力和吞咽障碍的医学专业”。 
有关嗓音医学的详细定义，请参阅“Logbook Phoniatrics UEMS 2010”的第 3 页。  